# Heißgasfiltration
Als Heißgasfiltration wird in der Fluidtechnik die Filtration verstanden, die bei Gastemperaturen über 260 °C stattfindet. Bei ihr gelten besondere Anforderungen an das Filtermaterial.

## Grundlagen
Zur Effizienzsteigerung bei verschiedenen technischen Verfahren, wie z. B. der Kohlevergasung, kann es erforderlich sein, staubhaltige Abgase bei Temperaturen zwischen 350 °C  und 1000 °C zu entstauben. Auch können Verkrustungen und Verblockungen durch Vermeidung von Kondensations- und Desublimationsvorgängen verhindert werden. Schon bei Temperaturen über 260 °C sind jedoch konventionelle Filtermedien nicht mehr beständig, sodass auf alternative Filtermedien zurückgegriffen werden muss. Weiterhin ist zu beachten, dass mit steigender Temperatur die Viskosität von Gasen zunimmt und demzufolge der Druckverlust steigt. Eventuell kann auch die Permeabilität des Filtermediums temperaturabhängig sein.
Als Filtermedien kommen unter anderem metallische Werkstoffe und Hochtemperaturwolle zum Einsatz. Ebenso ist die Verwendung von Filterelementen aus Faserkeramik möglich. Des Weiteren können mittels geeignetem Schüttgut Schüttschichtfilter eingesetzt werden. In der Regel werden die Filtermedien als Oberflächenfilter, die einen Filterkuchen bilden, eingesetzt. Der Filterkuchen ist durch geeignete strömungstechnische Maßnahmen periodisch zu entfernen. Zu beachten ist, dass es durch Sintereffekte oder die Bildung eines Eutektikums bereits unterhalb der jeweiligen Schmelztemperaturen der abzuscheidenden Stäube zu Verbackungen kommen kann.
Neben der Kohlevergasung findet die Heißgasfiltration bei der Produktion von Farbpigmenten und Calciumcarbid Anwendung. Auch für die Abgasbehandlung bei der thermischen Bodenbehandlung wird sie erfolgreich eingesetzt.